# 巴迪亞爾國家公園
巴迪亞爾國家公園（法語：Parc national du Badiar），是幾內亞的國家公園，位於該國西北部，毗鄰與塞內加爾接壤的邊境，北面是尼奧科羅-科巴國家公園，成立於1985年，面積382平方公里。